# Mercredi des Cendres (poème)
Le Mercredi des Cendres (en anglais Ash Wednesday ou Ash-Wednesday) est le premier long poème écrit par T. S. Eliot après sa conversion en 1927 à l'Anglicanisme. Publié en 1930, ce poème traite de la lutte qui s'ensuit lorsque celui qui a manqué de foi, dans le passé, s'efforce de retourner vers Dieu.
Parfois appelé la "conversion poétique" de T.S Eliot, Le Mercredi des Cendres, qui s'inspire du Purgatoire de Dante, est riche mais paradoxalement allusif et aborde le thème du passage de la stérilité spirituelle à l’espérance d'un salut pour l'homme. La stylistique diffère de celle de sa poésie précédant sa conversion. "Le Mercredi des Cendres" et les poèmes qui ont suivi ont une approche plus décontractée, mélodique et contemplative.
Alors que nombre de critiques ont été "particulièrement enthousiastes au sujet du Mercredi des Cendres", le recueil n'a cependant pas fait l'unanimité auprès d'autres cercles. Pour la plupart des lettrés les plus puristes, son ancrage dans le christianisme orthodoxe était déconcertant. Edwin Muir a soutenu que "Le Mercredi des Cendres est l'un des plus émouvants poèmes qu'il [Eliot] a écrit, et peut-être le plus parfait."

## Analyse
Le titre du poème fait référence au lendemain du Mardi gras dans la culture chrétienne occidentale, marquant le début du Carême, quarante jours avant Pâques. C'est un poème sur la difficulté de la croyance religieuse, et sur le salut personnel dans une ère d'incertitude. Dans Le Mercredi des Cendres, le personnage poétique de T.S. Eliot, qui avait manqué de foi dans le passé, a en quelque sorte trouvé le courage, à travers l'épuisement spirituel, de rechercher la foi.
Dans la première section, Eliot introduit l'idée de la renonciation par une citation de Cavalcanti, dans laquelle le poète exprime sa dévotion envers la femme qu'il aime à l'approche de la mort. Dante Gabriel Rossetti a traduit en anglais l'œuvre de Cavalcanti sous le titre Ballata, Written in Exile at Sarzana, et a rendu la première ligne par "Because I do not hope to return", littéralement "Parce que je n'ai pas l'espoir de revenir". L'idée de l'exil est donc également introduite.

## Publications
Le poème a été publié pour la première fois en avril 1930 sous la forme d'un petit livre limité à 600 exemplaires numérotés et signés. Plus tard ce même mois, 2000 exemplaires ont été publiés au Royaume-Uni et, en septembre, 2000 autres aux États-Unis. 
T.S. Eliot est connu pour avoir rassemblé des poèmes et des fragments de poèmes afin de produire de nouvelles œuvres. C'est ce qui ressort le plus clairement de ses poèmes Les hommes Creux (The Hollow Men) et Le Mercredi des Cendres (Ash Wednesday), dans lesquels il a incorporé des poèmes publiés antérieurement pour en faire des sections d'un ouvrage plus vaste. Trois des cinq sections composant Le Mercredi des Cendres avaient déjà été publiées auparavant  comme des poèmes distincts :
- "Perch' Io non Spero" (partie I du "Mercredi des Cendres") a été publié dans le numéro de printemps de l'année 1928 de Commerce, accompagné d'une traduction en français.
- "Salutation" (qui correspond à présent à la partie II de "Mercredi des Cendres") a été publié en décembre 1927 dans Saturday Review of Literature. Il a également été publié en janvier 1928 dans le propre magazine de T.S. Eliot, le Criterion.
- "Som de l'escalina" (partie III de "Mercredi des Cendres") a été publié dans le numéro d'automne de l'année 1929 de Commerce, accompagné d'une traduction en français.

(Informations sur les publications de Gallup)

### Dédicace
Lors de la première publication, T.S. Eliot dédie son poème avec la mention "À mon épouse", en référence à sa première femme,  Vivienne Haigh-Wood Eliot, avec qui il a eu une relation tendue, et auprès de qui il a lancé une procédure de séparation de corps en 1933. La dédicace n'apparaît pas dans les éditions ultérieures.